# Harald Sandner
Harald Sandner (* 9. Mai 1960 in Coburg) ist ein deutscher Sachbuchautor, vor allem zu Themen rund um den Nationalsozialismus und den Zweiten Weltkrieg.

## Leben
Sowohl Harald Sandners Großvater als auch sein Vater meldeten sich während des Zweiten Weltkriegs bei der Wehrmacht als Kriegsfreiwillige. Nach der Niederlage in Stalingrad hatte der Großvater den böhmischen Familiennamen Čermák in „Gustav Sandner“ abgeändert. Nach Kriegsende und der Vertreibung der Deutschen aus der Tschechoslowakei musste sich die Großmutter als Heimatvertriebene, aus dem Sudetenland nach Oberfranken kommend, eine neue Existenz in der amerikanischen Besatzungszone aufbauen. Im Mai 1960 wurde Harald Sandner in Coburg geboren. Nach dem Realschulabschluss trat er eine kaufmännische Ausbildung an und schloss sie als Speditionskaufmann in Coburg ab. Seit 1980 war er als Revisor tätig und wechselte dann in die IT. Seither war er als Abteilungsleiter in der Datenverarbeitung eines Logistikdienstleisters tätig und ging Ende 2023 in den Ruhestand.
Sandner ist seit 2007 Träger der Bayerischen Rettungsmedaille.

## Werk
Harald Sandner beschäftigte sich zunächst als Heimatforscher sowie als so genannter Barfußhistoriker mit der Geschichte der Stadt Coburg, dem Haus Sachsen-Coburg und Gotha sowie mit der Zeit des Nationalsozialismus und debütierte im Jahr 2000 mit einer ausführlichen Chronik der Stadt Coburg mit Tagesereignissen im 20. Jahrhundert.
Bekannt wurde er aber vornehmlich mit einem in über 25-jähriger Arbeit erstmals erstellten Itinerar über Adolf Hitler, einem vierbändigen Nachschlagewerk, das Hitlers Reisen und Aufenthaltsorte auf 2432 Seiten aufzeichnet (erschienen 2016). Im Jahr 2021 erschien davon die englischsprachige Ausgabe.
Im Jahr 2018 wurde in Frankreich die zweiteilige Verfilmung einer Lebensbeschreibung des Faszinosums Adolf Hiter vollendet, die sich vom zeitlichen Ablauf her am Itinerar Sandners und den dort gegebenen Örtlichkeiten etc. orientiert. Es ist eine Mischung aus historischen Aufnahmen, Interviews mit Harald Sandner und anderen Historikern und Fachleuten sowie einer Darstellung des bei Besuchen angetroffenen gegenwärtigen Zustands der Aufenthaltsorte Hitlers. Den Filmteams wurde dabei erstmals der Zutritt gestattet zur Wohnung, in der der junge Hitler gelebt hat und wo auch seine Mutter gestorben ist; ebenfalls zu Hitlers Münchner Wohnung, zum Keller des Führerbaus in München usw.
Daneben verfasste Sandner weitere Sachbücher über Hitler, unter anderem zu seinem Selbstmord im Führerbunker, dem Verbleib der halbverkohlten Leiche, dem mehrmaligen Vergraben der Asche, den Exhumierungen und der schließlichen Entsorgung der Überbleibsel in die Ehle bei Biederitz im April 1970. Im November 2023 erschien eine umfangreiche Publikation über Hermann Göring.

## Rezensionen, Kontroversen
Drei Publikationen Sandners sind bei Shaker Media, einer Self-Publishing-Plattform, veröffentlicht worden. Sandners Werke haben umfangreiche Quellenverzeichnisse. Als Autor von Sachliteratur verzichtete er allerdings häufig auf Fußnoten, was kritisiert wurde.
„Recht zwiespältig findet der Historiker Rainer Blasius die Fleißarbeit Harald Sandners. (…) Dabei merkt Blasius auch an, dass der Autor sich hin und wieder irrt und dass er mitunter einen unguten Kammerdiener-Ton anschlägt. Eine Vielzahl unveröffentlichter Fotos lässt den Rezensenten zudem befürchten, Autor und Verlag gäben allzu naiv die Propagandaseite des Regimes wieder. (…)“
„Der Kaufmann Harald Sandner hat (…) möglichst alle verfügbaren Daten zu den Aufenthaltsorten und Reisen Hitlers zusammengetragen. (…) Mehr als ein Wermutstropfen ist allerdings, dass der Autor auf Einzelbelege für die zahllosen Daten und Zitate verzichtet. Das mindert den wissenschaftlichen Nutzen des Werkes ganz erheblich. Dies ist umso bedauerlicher, da das Quellen- und Literaturverzeichnis eine Fülle entlegener Ressourcen ausweist, etwa Gemeindearchive, Ortschroniken und Lokalpresse. (…) Allein: Auch die von ihm präsentierten Daten und Fakten müssen wissenschaftlich überprüfbar sein. Sein Argument, dass genaue Nachweise den „ohnehin schon großen Umfang endgültig gesprengt hätten“ und „Fußnoten auch problematisch sein können“, ist nicht plausibel. Ein exaktes Belegsystem wäre deutlich wichtiger gewesen als die Exkurse über Hitlers Reisegewohnheiten, Wohnungen und Verkehrsmittel oder die Sonderchronologie über den Verbleib von Hitlers Leichnam. Auch hätte man die Auflistung bloßer Durchgangsstationen der Reisen Hitlers erheblich straffen können, um Platz für Belege zu schaffen.“ Schrieb im Jahr 2016 der Fachhistoriker Johannes Hürter.
„Leider verzichtet der Autor trotz einer langen Literaturliste, inklusive Fernsehdokumentationen und Kinofilme, komplett auf Anmerkungen. Fragwürdige Quellen und Zahlen werden übernommen, können aber wegen fehlender Fußnoten nicht nachgeprüft werden. So wird das Schicksal eines Unteroffiziers aus der Opferperspektive erzählt, obwohl die „Frontsau“ an der Belagerung Leningrads und wahrscheinlich an anderen Scheußlichkeiten beteiligt gewesen war, worauf der Autor aber nicht näher eingeht. Für Sandner bleibt der „harte Knochen“ ein Opfer. Als Täter werden in der Regel nur Rotarmisten benannt, wobei auch NS Propaganda – wenn auch mit Fragezeichen – übernommen wird.“ Schrieb 2019 der Jurist Ernst Reuß. Derselbe Ernst Reuß urteilte allerdings auch: "Nun hat er [Sandner] mit „Hitler – Das letzte Jahr, Chronologie einer Apokalypse“ aufs Genaueste dessen letztes Lebensjahr nachgezeichnet und in einem neuen, umfangreichen Buch veröffentlicht … Trotz der beschriebenen Mängel gelingt dem Autor ein lesenswerter Rundumschlag, mit dem ein Gefühl für das letzte Jahr des mehr und mehr verzweifelten Hitler vermittelt werden kann."
Im Münchner Merkur ist zu lesen: „Kritisch anzumerken ist, dass Sandners Werk den wissenschaftlichen Anforderungen in einem wichtigen Punkt nicht genügt. Denn er verzichtet komplett auf Anmerkungen, listet lediglich summarisch die benutzten Archive auf, ohne die einzelnen gesichteten Akten aufzuführen, wie es eigentlich Standard wäre. Das wäre lohnender gewesen, als ein Exkurs über den Verbleib der Leiche Hitlers, der das Werk abrunden soll.“
Dadurch sei weder die Zitierfähigkeit noch die wissenschaftliche Korrektheit seiner Publikationen gegeben.
Andererseits ist bei Prof. Brendan Simms zu lesen, ohne dass fehlende Fußnoten bemängelt werden: "These serial sources are supplemented by memoirs, diaries, the recent extremely valuable Itinerary compiled by Harald Sandner and other printed sources. While most of the material cited in this book has been in the public domain for some time, the importance of some of it has not been recognized, with a number of key statements lying hiding in plain sight for decades.

## Schriften (Auswahl)
- Coburg im 20. Jahrhundert. Die Chronik der Stadt Coburg vom 1. Januar 1900 bis zum 31. Dezember 1999 – von der „guten alten Zeit“ bis zur Schwelle des 21. Jahrhunderts. Neue Presse, Coburg 2000, ISBN 978-3-00-006732-7
- Das Haus Sachsen-Coburg und Gotha. Eine Dokumentation zum 175-jährigen Jubiläum des Stammhauses. Neue Presse, Coburg 2001, ISBN 978-3-00-008525-3
- Coburg – Zeitsprünge. Bildband. Sutton Verlag, Erfurt 2007, ISBN 978-3-86680-241-4
- Hitlers Herzog. Carl Eduard von Sachsen-Coburg und Gotha. Die Biographie. Shaker Media, Aachen 2011, ISBN 978-3-86858-598-8
- Hitler – Das Itinerar. Aufenthaltsorte und Reisen von 1889 bis 1945. Nachschlagewerk.  Berlin Story Verlag, Berlin 2016, ISBN 978-3-95723-090-4 / englischsprachige Übersetzung: OCLC 1407627301, Berlin Story Verlag 2021
  - Band 1.  Hitler – das Itinerar 1889–1927
  - Band 2.  Hitler – das Itinerar 1928–1933
  - Band 3.  Hitler – das Itinerar 1934–1939
  - Band 4.  Hitler – das Itinerar 1940–1945
- Hitler – Das letzte Jahr. Chronologie einer Apokalypse. Berlin Story Verlag, Berlin 2018, ISBN 978-3-95723-130-7
- Vom Führerbunker zur Schweinebrücke. Hitlers Reise nach seinem Tod von Montag, dem 30. April 1945 bis Sonntag, dem 5. April 1970. Shaker Media, Düren 2023. ISBN 978-3-95631-949-5
- Wenigstens 12 Jahre anständig gelebt. Neue Einblicke in Hermann Görings Biografie. Shaker Media, Düren 2023, ISBN 978-3-95631-980-8.[16]

## Verfilmung
- 2018: Adolf Hitler. The Itinerary Harald Sandner bei IMDb, Dokumentarfilm